# حوزه انتخابیه سوم یوتا

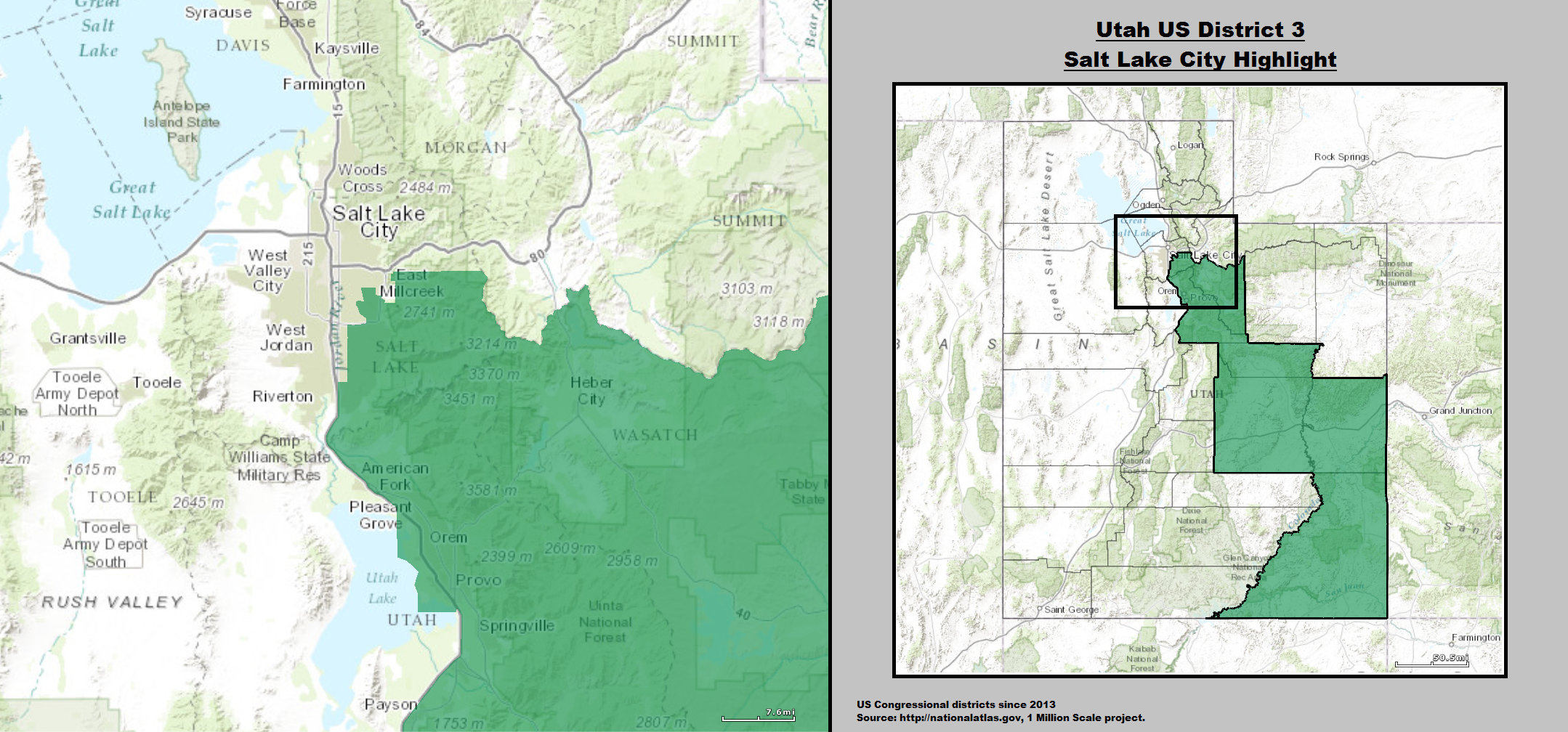
مرزهای سومین ناحیه فدرال کنگره ایالات متحده(یوتا)

حوزه انتخابیه سوم یوتا یک حوزه انتخابیه مجلس نمایندگان آمریکا است که در ایالت یوتا قرار دارد.